# Esponellà
Esponellà è un comune spagnolo di 369 abitanti situato nella comunità autonoma della Catalogna.